# Begonia arachnoidea
Espèce
Begonia arachnoidea est une espèce de plantes de la famille des Begoniaceae.
L'espèce a été décrite en 2008 par Ching I Peng, Yan Liu & Shin Ming Ku.

## Répartition géographique
Cette espèce est originaire du pays suivant : Chine.